# 175203 Kingston
175203 Kingston è un asteroide della fascia principale. Scoperto nel 2005, presenta un'orbita caratterizzata da un semiasse maggiore pari a 2,3784254 au e da un'eccentricità di 0,1148008, inclinata di 5,94934° rispetto all'eclittica.